# Cloreto de césio
O Cloreto de césio é um sal formado pelo cloro e o Césio, é o composto inorgânico com a fórmula de CsCl. Este sólido incolor é uma importante fonte de iões de césio em uma variedade de aplicações de nicho. Sua estrutura cristalina forma um tipo estrutural importante, onde cada íon de césio é coordenado por 8 íons de cloro. cloreto de césio dissolve-se em água. de cloreto de césio ocorre naturalmente como impurezas em carnalita (até 0,002%), silvinita e kainite. Menos de 20 toneladas de CsCl é produzido anualmente no mundo, principalmente a partir de um polucita mineral portadores de césio.
Cloreto de césio é amplamente utilizado em medicina estrutura centrifugação isopícnica para a separação de vários tipos de DNA. É um reagente em química analítica, em que é usado para identificar os íons pela cor e morfologia do precipitado. Quando enriquecido com isótopos radioativos, tais como 137CsCl ou 131CsCl, cloreto de césio é utilizado em aplicações de medicina nuclear, tais como o tratamento de cancro e de diagnóstico de infarte do miocárdio. Outra forma de tratamento do câncer foi estudada usando não-radioativo convencional CsCl. Considerando que o cloreto de césio convencional tem uma toxicidade bastante baixa para o homem e animais, sob a forma radioativa facilmente contamina o meio ambiente devido à elevada solubilidade de CsCl em água. A disseminação de 137Cs em pó a partir de um recipiente de 93 gramas em 1987, em Goiânia, Brasil, resultou em um dos piores acidentes de derramamento de radiação, matando quatro diretamente e afetando mais de 100.000 pessoas.

## Estrutura
A estrutura de cloreto de césio não adota uma rede cúbica de corpo centrado com uma base de oito  átomos, onde ambos os átomos estão compartilhados com oito células unitárias, e consequentemente seu numero de  coordenação é 8, Pois esse é o número de átomos vizinhos que estão em contato direto com o átomo central ( Césio). Os átomos de cloro encontram-se sobre  os pontos da rede com as arestas do cubo, enquanto que os átomos de césio encontram-se nos furos no centro dos cubos. Quando ambos os ions são semelhantes em tamanho (Cs+ raio iônico, 174 pm para este número de coordenação, Cl- 181 pm) a estrutura de CsCl é adotada, quando eles são diferentes (Na+ iônico raio de 102 pm, Cl- 181 pm) a estrutura de cloreto de sódio é adotada. Após aquecimento até acima de 450 °C, a estrutura de cloreto de césio normal (α-CsCl) converte para a forma β-CsCl com a estrutura de sal gema (grupo espacial Fm3m).

## Reações
O cloreto de césio dissocia-se completamente após dissolução em água, e os catiões Cs+ são solvatados em solução diluída. O CsCl converte-se em sulfato de césio quando aquecido em ácido sulfúrico concentrado ou aquecido com hidrogeno-sulfato de césio a 550-700 ° C:
2CsCl + H2SO4 → Cs2SO4 + 2HCl
CsCl + CsHSO4 → Cs2SO4 + HCl
O cloreto de césio forma uma variedade de sais duplos com outros cloretos. Os exemplos incluem 2CsCl. BaCl2, 2CsCl. CuCl2, CsCl2.CuCl e CsCl.LiCl, e com compostos inter-halogenados:
CsCl + ICl3 → Cs[ICl4]

## Ocorrência e produção
O cloreto de césio ocorre naturalmente como uma impureza nos minerais de haleto carnallite (KMgCl3 · 6H2O com até 0,002% CsCl), sylvite (KCl) e kainite (MgSO4 · KCl · 3H2O), e em águas minerais. Por exemplo, a água de Bad Dürkheim spa, que foi usada isoladamente de césio, continha cerca de 0,17 mg / L de CsCl. Nenhum destes minerais é comercialmente importante.
Na escala industrial, o CsCl é produzido a partir da polucite mineral, que é pulverizada e tratada com ácido clorídrico a temperatura elevada. O extracto é tratado com cloreto de antimónio, monocloreto de iodo ou cloreto de cério (IV) para dar o sal duplo fracamente solúvel:
CsCl + SbCl3 → CsSbCl4
O tratamento do dobro com sulfureto de hidrogênio dá CsCl:
2 CsSbCl4 + 3 H2S → 2 CsCl + Sb2S3 + 8 HCl
CsCl de alta pureza é também produzido a partir de Cs[ICl2] (e Cs[ICl4]) por decomposição térmica:
Cs[ICl2] → 2CsCl + ICl
Somente cerca de 20 toneladas de compostos de césio, com grande contribuição da CsCl, foram produzidas anualmente nos anos 1970 e 2000 no mundo inteiro. O cloreto de césio enriquecido com césio-137 para aplicações de terapia de radiação é produzido em uma única instalação Mayak na Região Ural da Rússia  e é vendido internacionalmente através de um revendedor britânico. O sal é sintetizado a 200 ° C devido à sua natureza higroscópica e selado num recipiente de aço em forma de dedal que é então encerrado num outro invólucro de aço. A vedação é necessária para proteger o sal da umidade.

### Métodos de laboratório
No laboratório, o CsCl pode ser obtido por tratamento de hidróxido de césio, carbonato, bicarbonato de césio ou sulfeto de césio com ácido clorídrico:
CsOH + HCl → CsCl + H2O
Cs2CO3 + 2 HCl → 2 CsCl + 2 H2O + CO2

## Usos

### Medicina
A Sociedade Americana do Câncer afirma que "as evidências científicas disponíveis não suportam alegações de que os suplementos não radioativos de cloreto de césio têm algum efeito sobre os tumores". Tem sido associado à morte de mais de 50 pacientes, quando foi usado como parte de Um tratamento do câncer cientificamente não validado.

### Medicina nuclear e radiografia
O cloreto de césio, composto de radioisótopos como o 137CsCl eo 131CsCl,é utilizado na medicina nuclear, incluindo o tratamento do câncer (braquiterapia) e o diagnóstico de infarto do miocárdio. Na produção de fontes radioativas, é normal escolher uma forma química do radioisótopo que não seja prontamente dispersa no ambiente em caso de acidente. Por exemplo, os geradores radiotérmicos (RTGs) usam frequentemente titanato de estrôncio, que é insolúvel em água. No entanto, para fontes de teleterapia, a densidade radioativa (Ci em um determinado volume) precisa ser muito alta, o que não é possível com compostos de césio insolúveis conhecidos. Um recipiente em forma de dedal de cloreto de césio radioactivo proporciona a fonte activa.

### Aplicações diversas
O cloreto de césio é usado na preparação de  vidros eletricamente condutores e telas de tubos de raios catódicos. Em conjunção com gases raros CsCl é usado como em lâmpadas excimer: uma fonte de descarga de gás de luz ultravioleta que usa, por exemplo, eletricamente excitado XeCl moléculas excimer. Outros usos incluem a ativação de eletrodos na soldagem, fabricação de água mineral, cerveja e lamas de perfuração, repelentes e soldas de alta temperatura. Os cristais únicos de CsCl de alta qualidade têm uma ampla faixa de transparência de UV para infravermelho e, portanto, foram usados para cuvetes, prismas e janelas em espectrômetros ópticos; este uso foi descontinuado com o desenvolvimento de materiais menos higroscópicos.
CsCl é um inibidor potente de canais HCN, que carregam a corrente h em células excitáveis, como neurônios. [55] Pode, portanto, ser útil como uma ferramenta em experimentos de eletrofisiologia em neurociência.